# Pygopterus
Pygopterus è un genere di pesci ossei estinto, appartenente ai paleonisciformi. Visse tra il Permiano superiore e il Triassico inferiore (circa 258 - 248 milioni di anni fa) e i suoi resti fossili sono stati ritrovati in Europa, in Groenlandia, a Spitzbergen e in Turchia.

## Descrizione

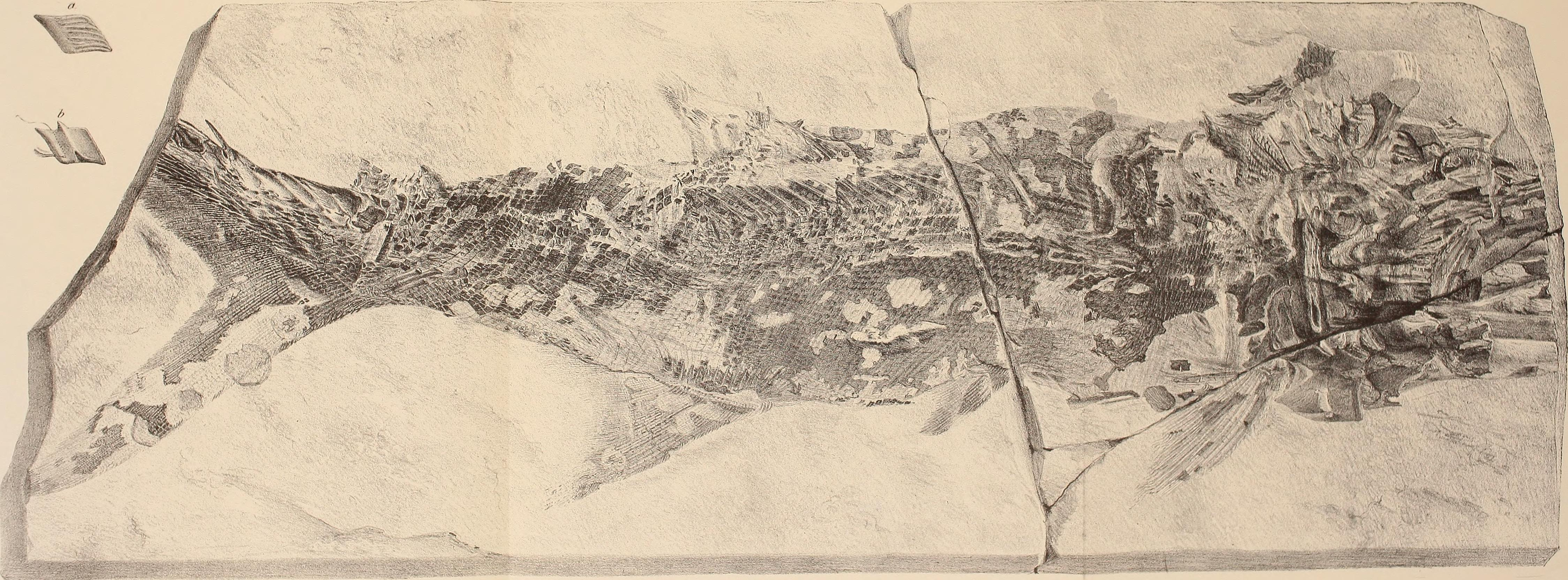
Raffigurazione di un fossile di Pygopterus humboldti (P. mandibularis)

Numerosi fossili di questo animale sono stati ritrovati in vari giacimenti europei di fine Permiano, e hanno permesso di ricostruirne l'aspetto con notevole sicurezza. Pygopterus era un grosso pesce che poteva arrivare a 80 centimetri di lunghezza; possedeva un corpo snello e affusolato, una testa dal muso appuntito e una grande bocca dotata di grandi denti appuntiti. La coda era dotata di una pinna caudale molto ampia, con il lobo superiore più lungo e robusto di quello inferiore. Le scaglie ganoidi che ricoprivano il corpo di Pygopterus erano piccole, di forma romboidale e non rilucenti di ganoina. Solo le scaglie presenti nella zona del dorso e dello stomaco erano finemente ornamentate.

## Classificazione
Descritto per la prima volta nel 1833 da Louis Agassiz nel suo trattato Recherches sur les Poissons Fossiles, il genere Pygopterus è ben noto grazie a numerosi fossili ritrovati in Inghilterra e in Germania in terreni del Permiano superiore. Al genere Pygopterus sono ascritte numerose specie, le cui più note sono P. humboldti della Germania e dell'Inghilterra, e P. latus e P. mandibularis dell'Inghilterra. Altre specie sono P. gleerupi e P. nielseni del Permiano della Groenlandia, e P. degeeri del Triassico inferiore di Spitzbergen. La specie P. concavus del Triassico superiore della Francia potrebbe non appartenere a questo genere. In Turchia sono noti fossili permiani affini alla specie P. nielseni.
Pygopterus è stato a lungo considerato un rappresentante tipico dei paleonisciformi, il grande gruppo di pesci ganoidi comprendente i più antichi pesci ossei. Più recentemente, tuttavia, studi cladistici hanno dimostrato che numerosi pesci ascritti in passato ai paleonisciformi non erano strettamente imparentati fra di loro; lo stesso Pygopterus, ritenuto affine al più piccolo Palaeoniscum, potrebbe essere stato parte di un'altra radiazione evolutiva. Ricerche recenti attribuiscono tuttavia la famiglia Pygopteridae ai Palaeoniscoidea propriamente detti (Nelson, 2006).

## Paleobiologia
Pygopterus doveva essere un nuotatore veloce e potente, la cui forma del corpo lo rendeva un predatore efficiente simile ai barracuda o ai lucci. La coda profondamente biforcuta lo aiutava a spingersi velocemente attraverso l'acqua. Alcuni esemplari di Pygopterus humboldti provenienti dalla Germania conservano al loro interno esemplari dell'affine, ma più piccolo, Palaeoniscum.